# Сан-Матеус-ду-Сул
Сан-Матеус-ду-Сул (порт. São Mateus do Sul) — муниципалитет в Бразилии, входит в штат Парана. Составная часть мезорегиона Юго-восток штата Парана. Входит в экономико-статистический микрорегион Сан-Матеус-ду-Сул. Население составляет 39 105 человек на 2006 год. Занимает площадь 1342,633 км². Плотность населения — 29,1 чел./км².

## История
Город основан в 1908 году.

## Статистика
- Валовой внутренний продукт на 2003 год составляет 323 566 194,00 реалов (данные: Бразильский институт географии и статистики).
- Валовой внутренний продукт на душу населения на 2003 год составляет 8527,92 реалов (данные: Бразильский институт географии и статистики).
- Индекс развития человеческого потенциала на 2000 год составляет 0,766 (данные: Программа развития ООН).

## География
Климат местности: субтропический. В соответствии с классификацией Кёппена, климат относится к категории Cfa.